# 広島県道243号広島港線
広島県道243号広島港線（ひろしまけんどう243ごう ひろしまこうせん）は、広島市南区から広島市中区に至る一般県道である。

## 概要
広島市南区の広島港（宇品港）から広島市中区に至る。

### 路線データ
- 起点：広島市南区宇品海岸1丁目（広島港（宇品港）、宇品海岸1丁目10番交差点、国道487号上）
- 終点：広島市中区大手町5丁目（広島市役所前交差点、国道2号交点、国道54号・国道183号・国道261号起点、国道191号終点）
- 総延長：1.613 km

## 路線状況

### 別名
- 千田通り（広島市）

### 重複区間
- 国道487号（広島市南区宇品海岸1丁目・宇品海岸1丁目10番交差点（起点） - 広島市南区皆実町6丁目・皆実町交差点）
- 国道2号広島南道路（広島市南区宇品海岸2丁目・元宇品入口交差点 - 広島市南区宇品海岸3丁目・宇品海岸3丁目交差点）
- 広島市道霞庚午線（広島市南区皆実町6丁目・皆実町交差点 - 広島市中区千田町3丁目・御幸橋西詰交差点）

### 道路施設

#### 橋梁
- 御幸橋（京橋川、広島市南区 - 広島市中区）

## 地理

### 通過する自治体
- 広島市（南区 - 中区）

### 交差する道路
| 交差する道路                                         | 市町村名 | 市町村名 | 交差する場所  | 交差する場所                   |
| ---------------------------------------------------- | -------- | -------- | ------------- | ------------------------------ |
| 国道487号 重複区間起点                               | 広島市   | 南区     | 宇品海岸1丁目 | 宇品海岸1丁目10番交差点 / 起点 |
| 国道2号 / 広島南道路 重複区間起点                    | 広島市   | 南区     | 宇品海岸2丁目 | 元宇品入口交差点               |
| 国道2号 / 広島南道路 重複区間終点                    | 広島市   | 南区     | 宇品海岸3丁目 | 宇品海岸3丁目交差点            |
| 広島県道86号翠町仁保線 / 黄金山通り                  | 広島市   | 南区     | 宇品御幸1丁目 | 県病院入口交差点               |
| 国道487号 重複区間終点 広島市道霞庚午線 重複区間起点 | 広島市   | 南区     | 皆実町6丁目   | 皆実町交差点                   |
| 広島市道霞庚午線 重複区間終点 広島市道御幸橋三篠線   | 広島市   | 中区     | 千田町3丁目   | 御幸橋西詰交差点               |
| 広島市道駅前吉島線 / 駅前通り                        | 広島市   | 中区     | 千田町1丁目   | 日赤原爆病院前交差点           |
| 広島市道鷹野橋宇品線                                 | 広島市   | 中区     | 大手町5丁目   | 鷹野橋交差点                   |
| 国道2号 国道54号 国道183号 国道191号 国道261号       | 広島市   | 中区     | 大手町5丁目   | 広島市役所前交差点 / 終点      |

### 沿線
- 広島港（宇品港）
- 宇品島・グランドプリンスホテル広島
- 広島電鉄宇品線
- 広島競輪場
- 広島市郷土資料館
- 県立広島病院（県病院）
- 広島大学附属小学校
- 広島大学附属中学校・高等学校
- 猫田記念体育館
- 広島電鉄本社
- 広島県立図書館
- 広島県立文書館
- 修道中学校・高等学校
- 広島大学東千田キャンパス
- 東千田公園（広島大学跡地・広島大学旧理学部1号館）
- 広島赤十字・原爆病院
- 鷹野橋商店街
- 広島市役所